# Javier López Díaz
Francisco Javier López Díaz (ur. 12 czerwca 1949 w Madrycie) – hiszpański duchowny rzymskokatolicki, doktor teologii, prof. nadzwyczajny teologii duchowości w katedrze "Św. Josemaríi Escrivy" na Papieskim Uniwersytecie Świętego Krzyża w Rzymie (PUSC).

## Życiorys
W roku 1971 ukończył studia inżynierskie (aeronautyka) na Politechnice Uniwersytetu Complutense w Madrycie. W 1978 uzyskał doktorat z teologii na Uniwersytecie Nawarry w Pampelunie. Od 2005 prof. nadzwyczajny teologii duchowości w katedrze "Św. Josemaríi Escrivy]" na Papieskim Uniwersytecie Świętego Krzyża w Rzymie (PUSC). 
Autor licznych publikacji teologicznych. W Polsce ukazała jego książka Pracuj solidnie. Twórz z miłością (2018).